# Forfatterstudiet i Bø
Forfatterstudiet i Bø eller Forfatterstudiet ved Høgskolen i Telemark er et etårigt højskolekurs indenfor skønlitterær skriving. Undervisningen foregår i Bø i Telemark, og er et samarbejdsprojekt mellem Den Norske Forfatterforening og Høgskolen i Telemark.
Forfatterstudiet i Bø blev etableret i 1982 efter en idé af lyrikeren Eldrid Lunden. Det var den første skole for kreativ skrivning i Norge, og den er i dag også den mest anerkendte. I de første ti år var studiet et halvårskurs, indtil det i 1992 blev udvidet til to semestre. Studiet indeholder både teoretisk undervisning og praktisk skriveværksted og har 15 studiepladser. Optaget sker på grundlag af indsendte tekster, og gæstelærerne er anerkendte forfattere. Daglig leder siden starten har vært Eldrid Lunden.

## Kendte studenter
Indtil 2000 var 60 tidligere studerende ved Forfatterstudiet i Bø blevet forfattere. Tre af dem har siden 1995 modtaget Tarjei Vesaas' debutantpris. Blandt studerende som er blevet forfattere er:
| - Merete Morken Andersen, 1985 - Bjørn Esben Almaas - Anne Bøe, 1982 - Pål H. Christiansen, 1985 - Gro Dahle, 1986 - Rolf Enger, 1983 - Erik Eriksen - Gunnar Germundson, 1990 - Geir Gulliksen, 1985 - Lise Gundersen - Simen Hagerup - Jonny Halberg, 1983 - Gaute Heivoll - Lisbet Hiide, 1983 - Tone Hødnebø - Eva Jensen, 1983 - Rønnaug Kleiva, 1985 - Aasne Linnestå - Agnar Lirhus - Sigmund Løvåsen - Heidi Marie Kriznik, 1999 - Trude Marstein - Charlotte Glaser Munch - Ole Asbjørn Ness - Liv Nysted, 1983 - Tale Næss - Pål Gerhard Olsen, 1983 - Lars Ramslie - Agnar Lirhus - Siv Kristin Rotevatn - Ingvill Solberg - Ingrid Storholmen - Simon Stranger - Arne Hugo Stølan, 1986 - Vidar Sundstøl, 1987 - Håvard Syvertsen, 1989 - Ragnfrid Trohaug - Rune Tuverud, 1983 - Silje Vethal - Marianne Viermyr, 1983 - Kjersti Wold, 1986 - Hege Woxen, 1997 - Gunnar Wærness, 1993 - Finn Øglænd, 1983 - Hanne Ørstavik, 1993 - Arne Østring, 1983 - Brynjar Aa |

- Merete Morken Andersen 
Foto: Anna Opheim
- Gro Dahle 
Foto: Simon D. Nyhus, 2005
- Trude Marstein
- Hanne Ørstavik 
Foto: Lionel Allorge
- Marianne Viermyr
Foto: Gro Glomnes

Også Skrivekunstakademiet i Hordaland tilbyder forfatteruddannelse som fuldtidsstudium.